# Charles Bassi
Carlo "Charles" Francesco Bassi, född 12 oktober 1772 i Turin, död 11 januari 1840 i Åbo, var en finländsk arkitekt och bror till dansösen Giovanna Bassi.
Han kom vid 11 års ålder till Stockholm, utbildades där och i Rom samt blev därefter verksam företrädesvis i Finland, där han efter Carl Christoffer Gjörwell den yngres ritningar byggde universitetshuset i Åbo, vars aula är Bassis eget verk. Han var 1811–1824 intendent vid Intendentsämbetet i Åbo.

## Byggnadsverk
- Ackas kyrka (1817)
- Aske herrgård, Håtuna församling, Sverige (1802)
- Eckerö post- och tullhus
- Ekenäs kyrka (1839–1842)
- Fiskars bruks huvudbyggnad (1816–1818)
- Halikko kyrka renovering
- Korpo gård (1802–1805)
- Loimaa kyrka (färdigställd på 1830-talet efter Bassis och Carl Ludvig Engels plan)
- Maaninka kyrka (ritningarna blev klara 1823, kyrkan stod klar 1845)
- Malax kyrka (1828)
- Muonio kyrka (1817)
- Mäntyharju kyrka (1822)
- Parikkala kyrka (1813–1817)
- Puumala kyrka (1832)
- Rautavaara kyrka (1827)
- Rautus kyrka (1822-1823, förstördes under Finska inbördeskriget 1918)
- S:t Marie kyrka, Åbo, kyrkogårdens portar (1803)
- S:t Michels landsförsamlings kyrka (1816–1817)
- Sulkava kyrka (1822)
- Suodenniemi kyrka (ritningar 1823, kyrkan stod klar  1831)
- Gamla kyrkan, Tammerfors
- Vichtis kyrka (1822)
- Wiurila gård (1806–1811)
- Åbo Akademis huvudbyggnad
- Åbo stadshus

## Bildgalleri

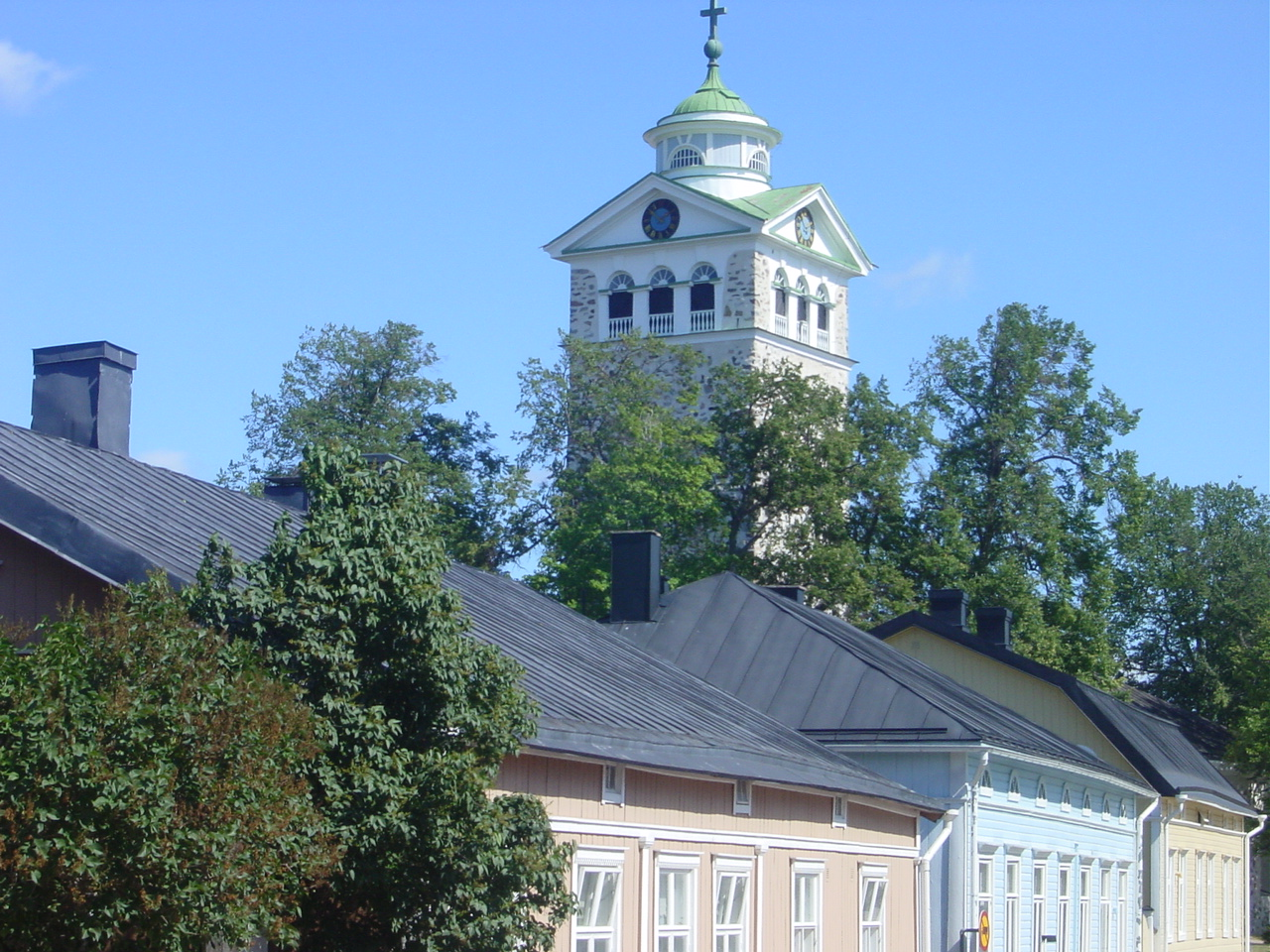
Ekenäs kyrka
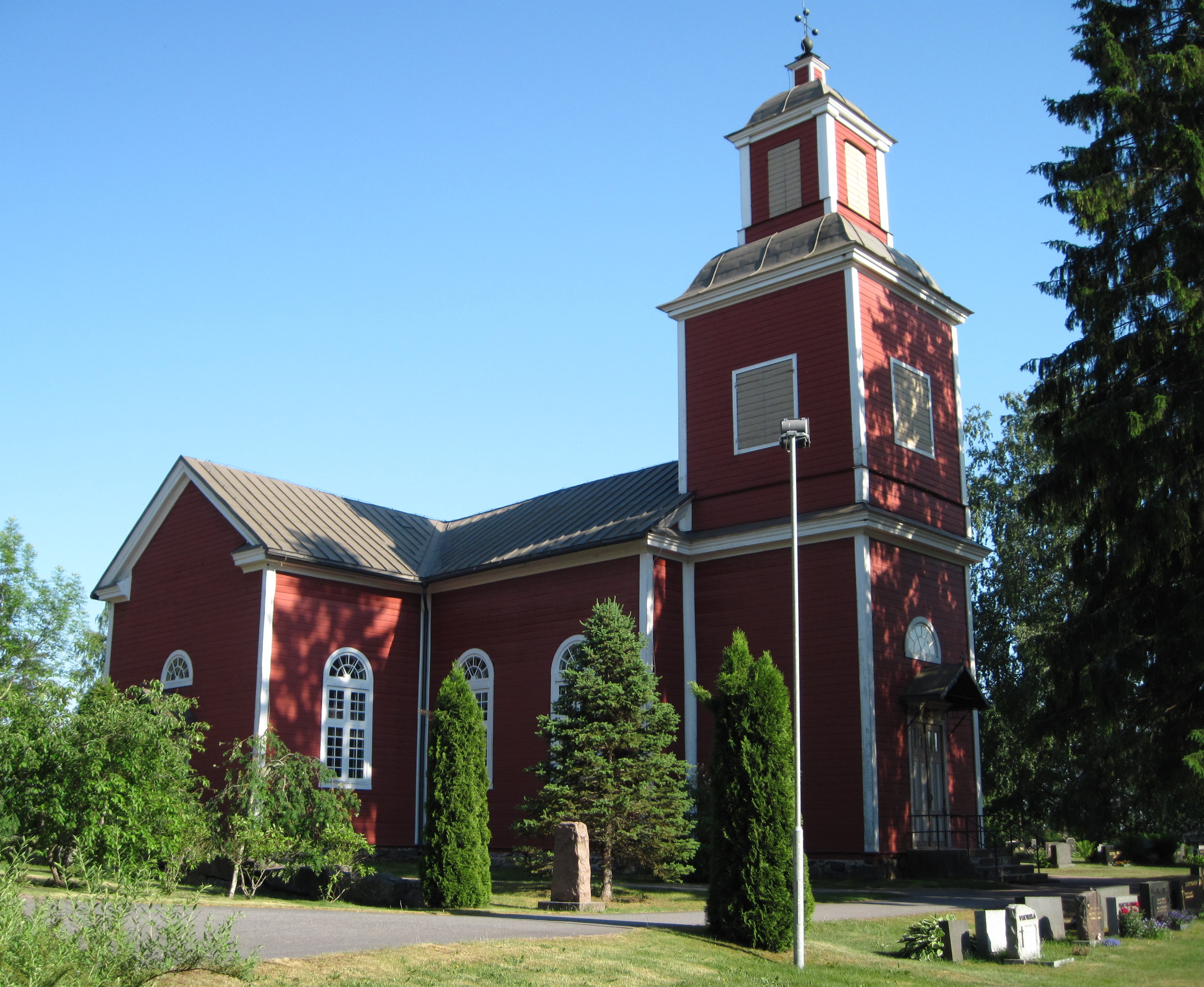
Oripää kyrka
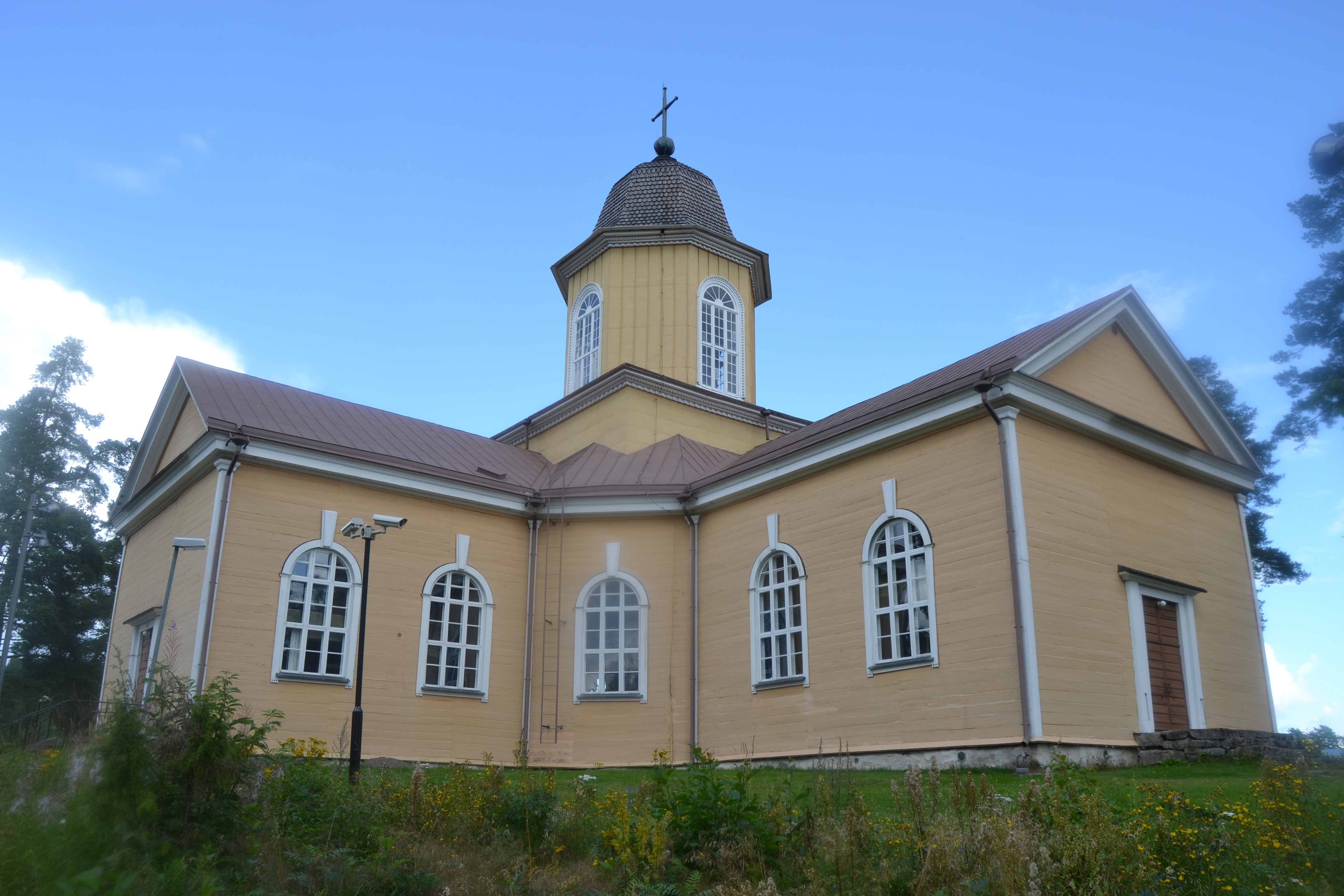
Korpilax kyrka
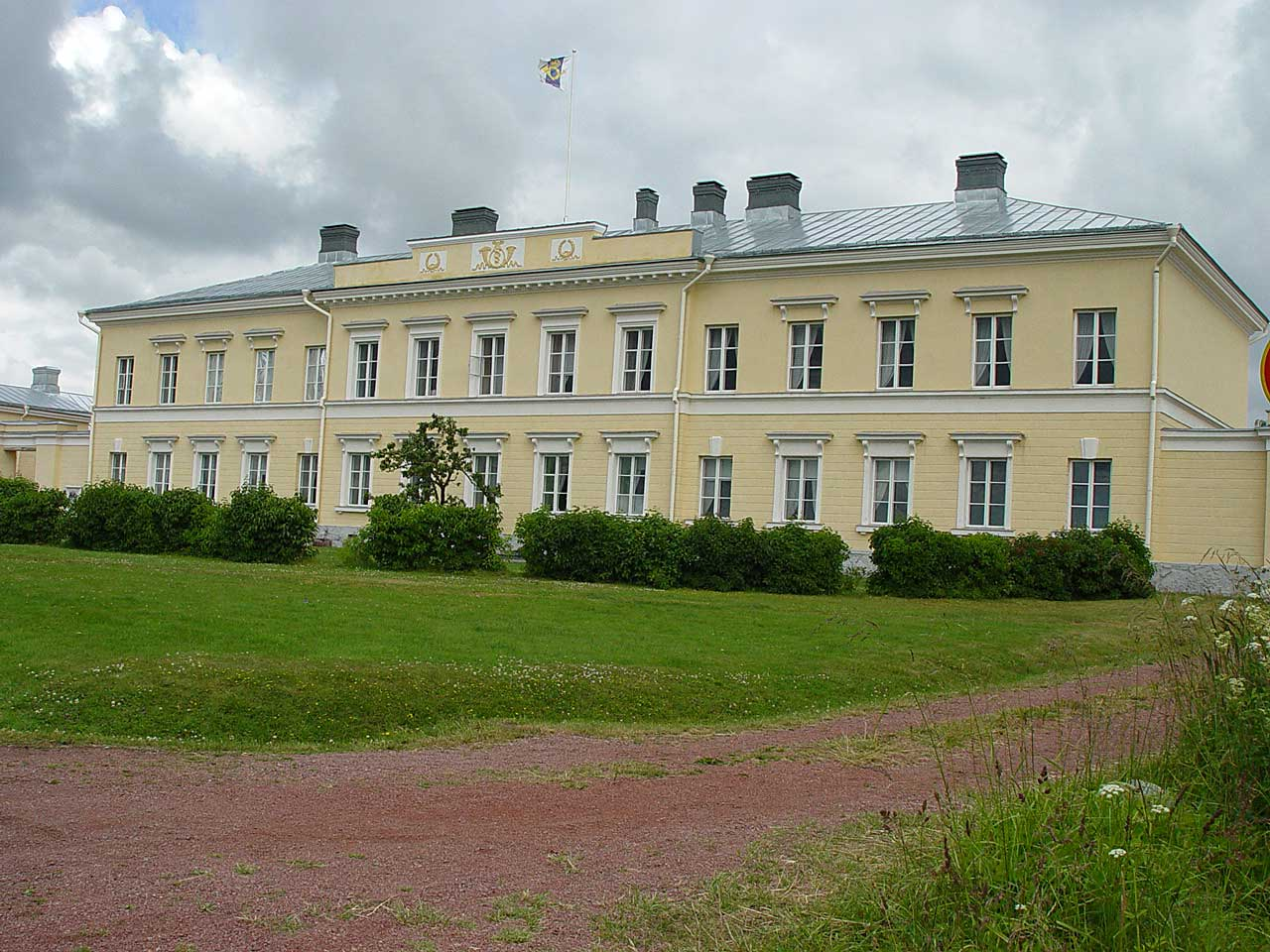
Eckerö post- och tullhus
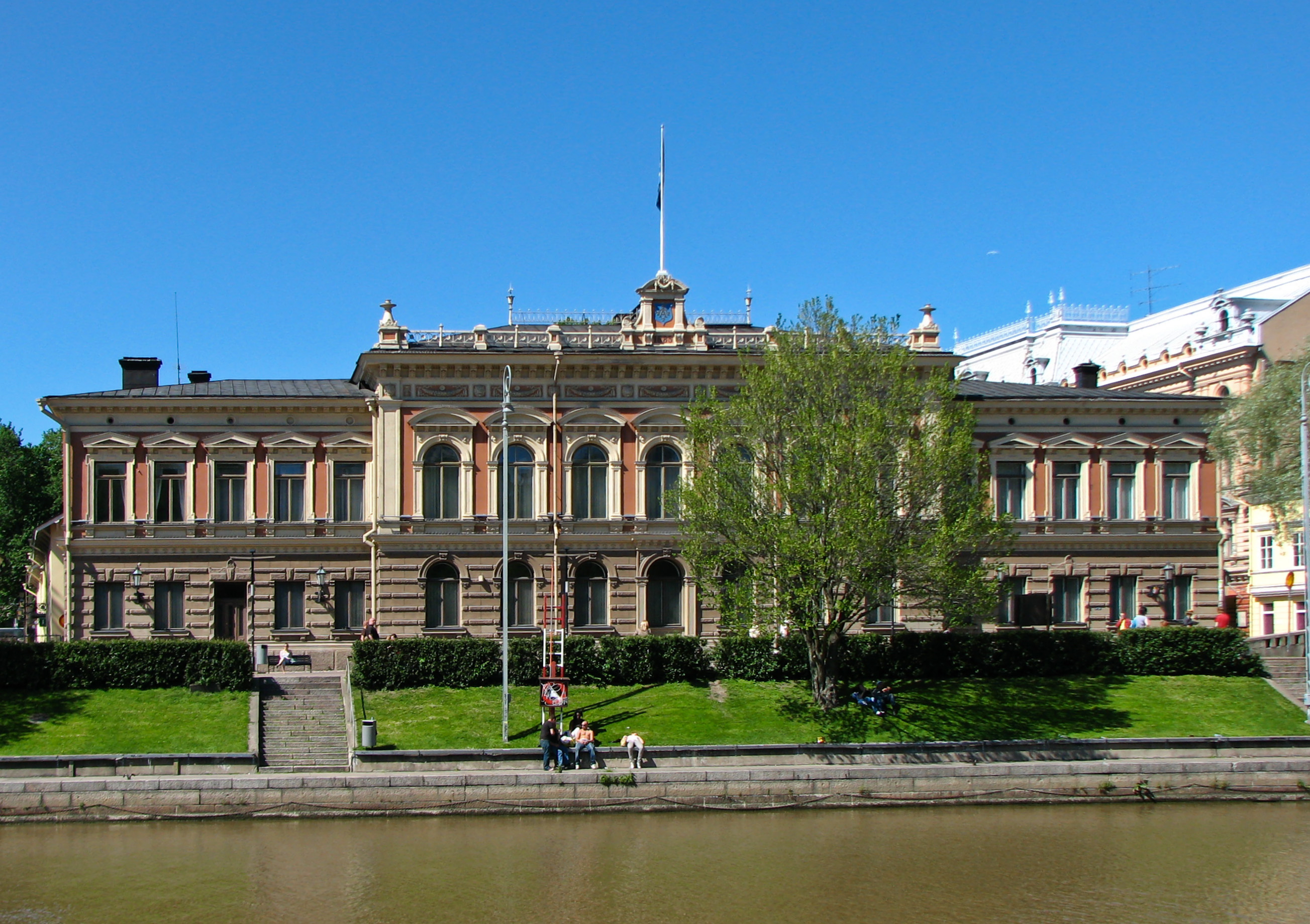
Stadshuset i Åbo
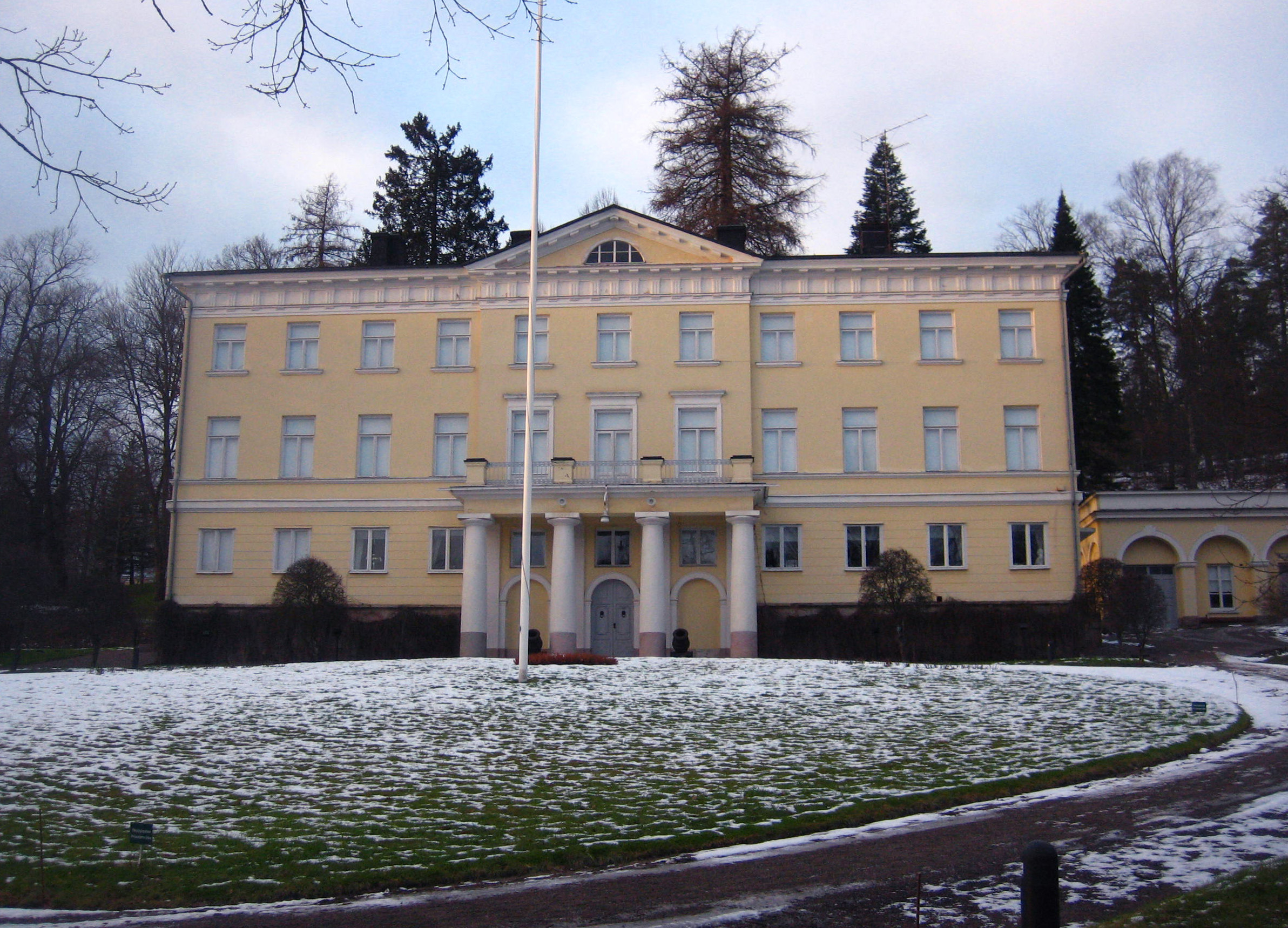
Huvudbyggnaden på Fiskars bruk
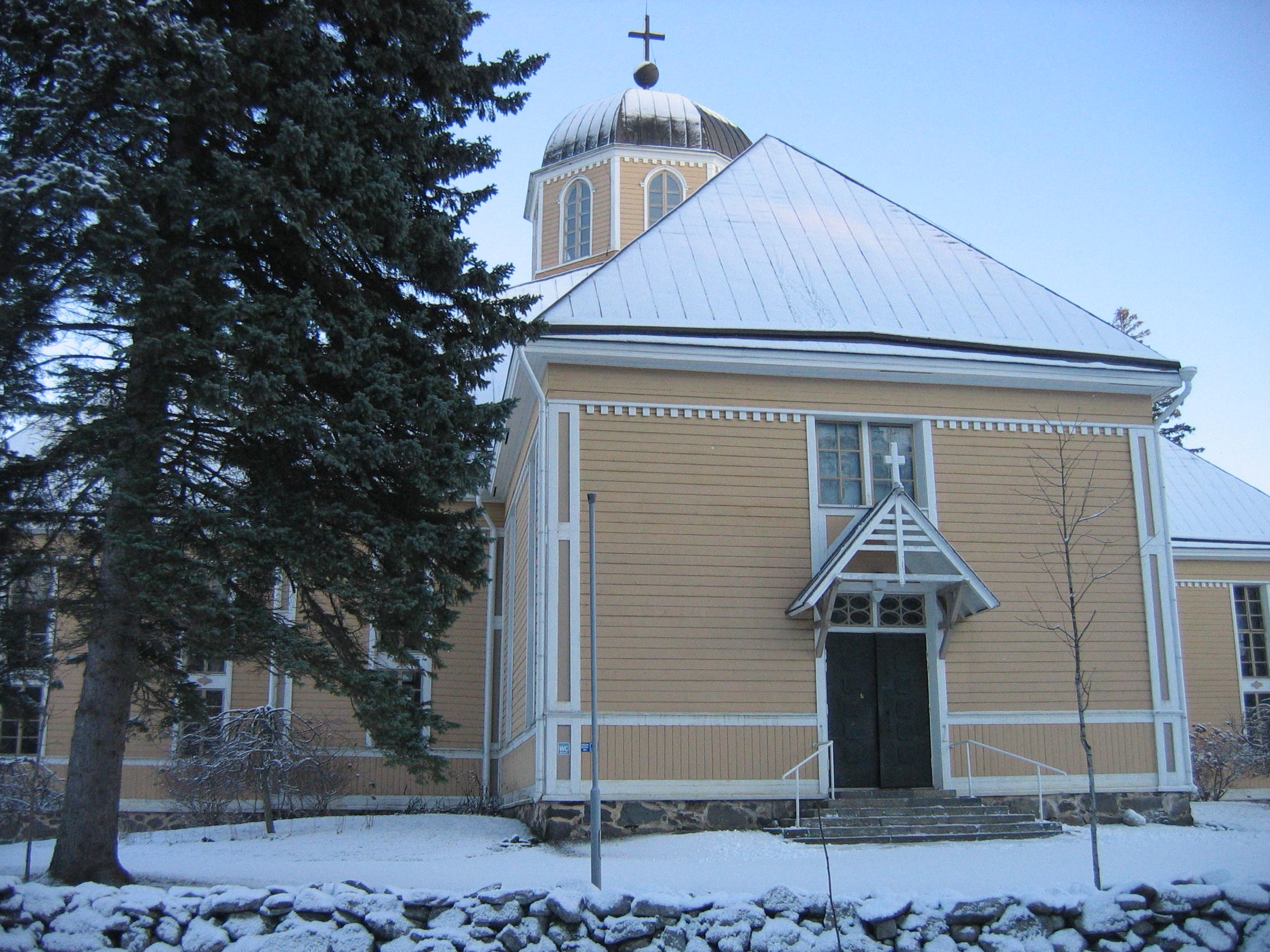
Parikkala kyrka
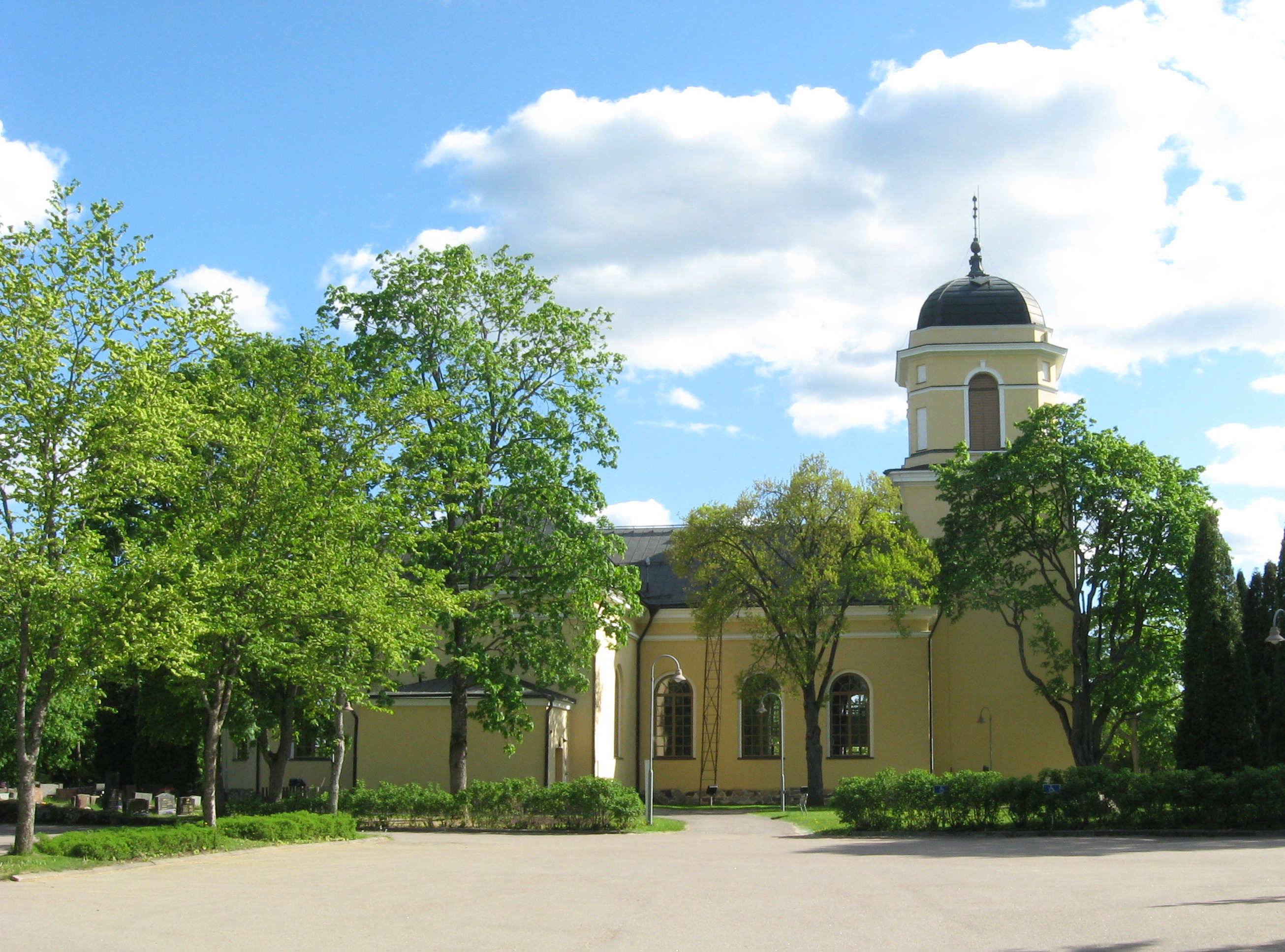
Vichtis kyrka
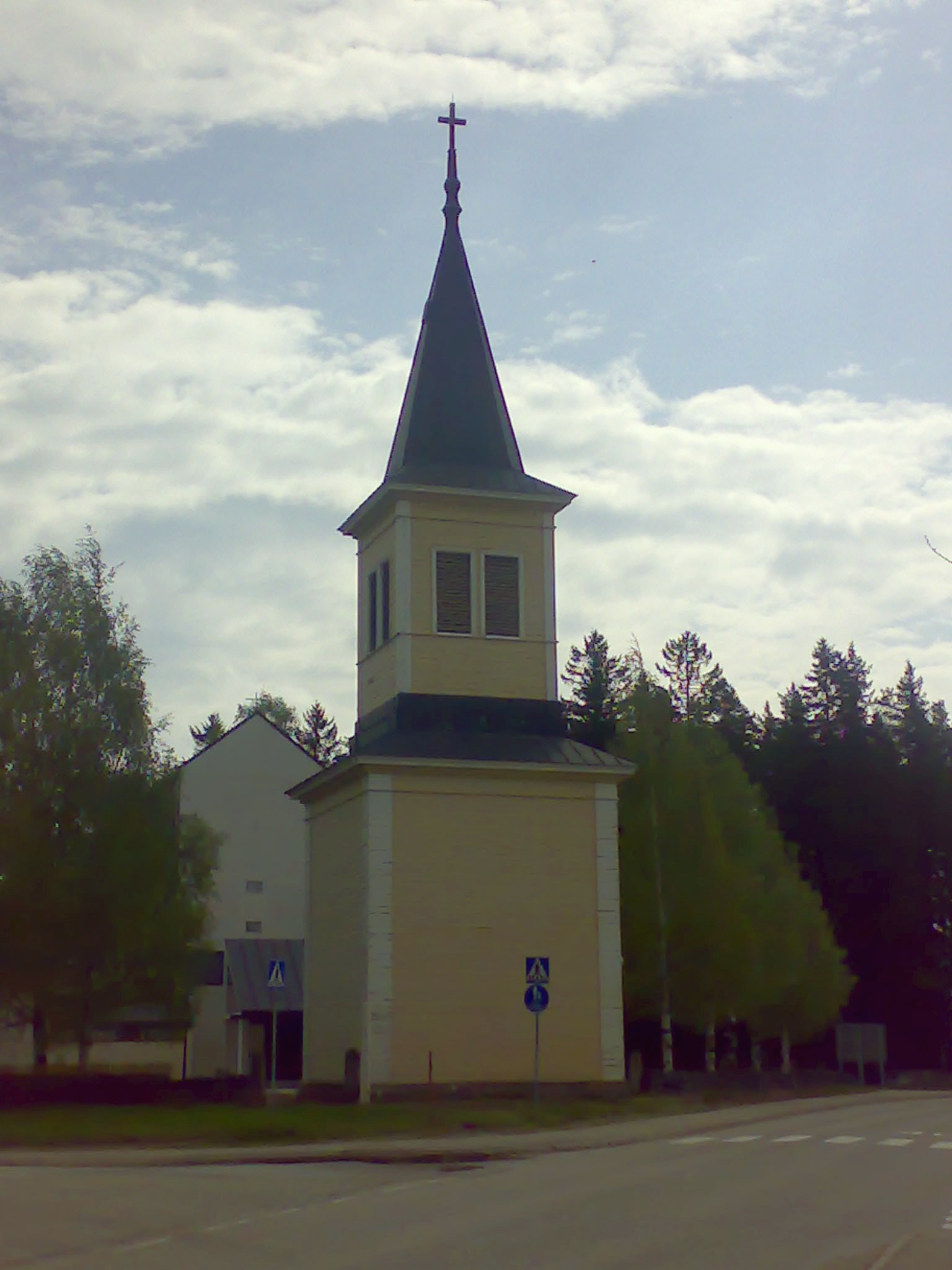
Klocktornet till Rautavaara kyrka
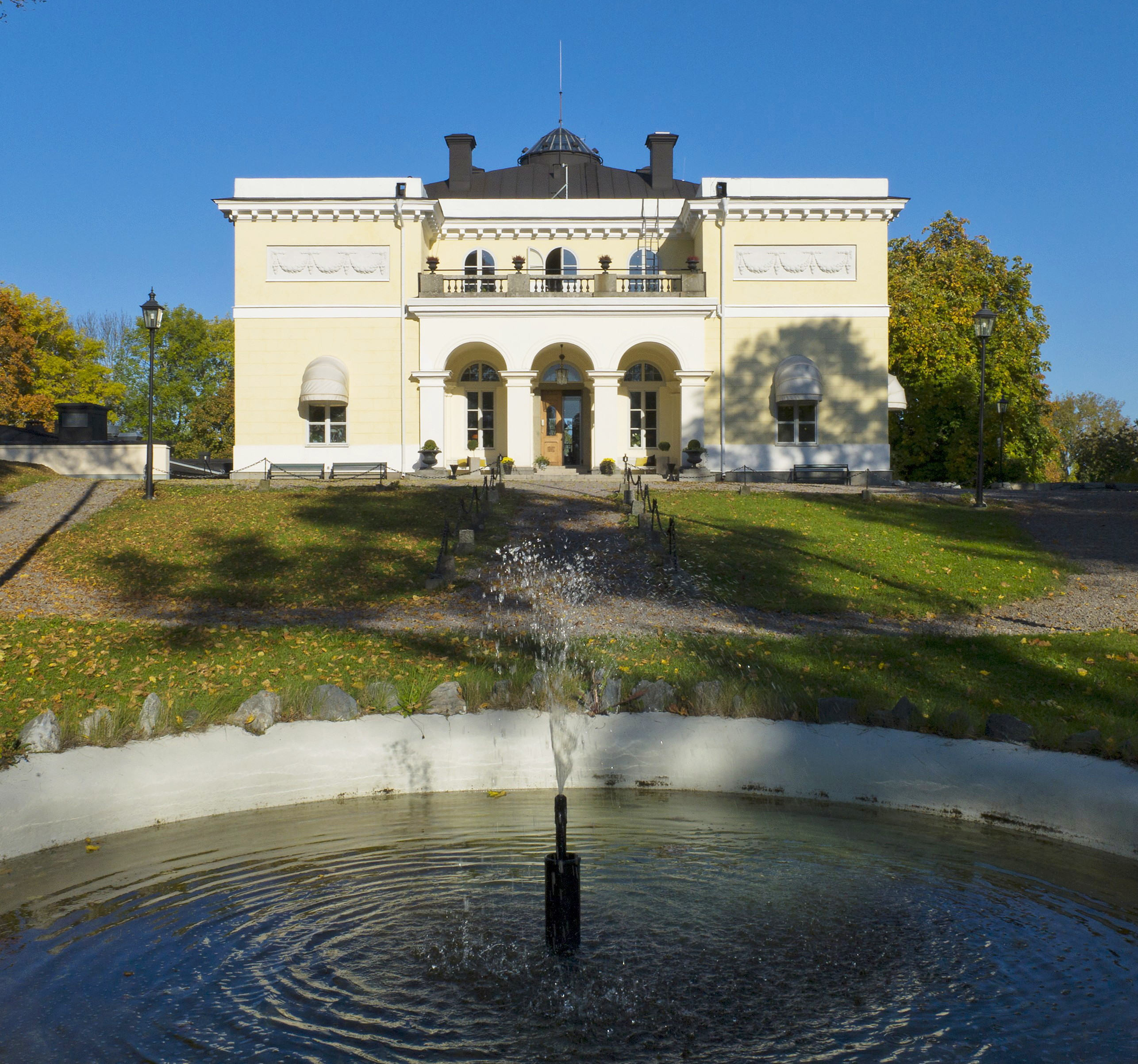
Aske herrgård i Upplands-Bro kommun.
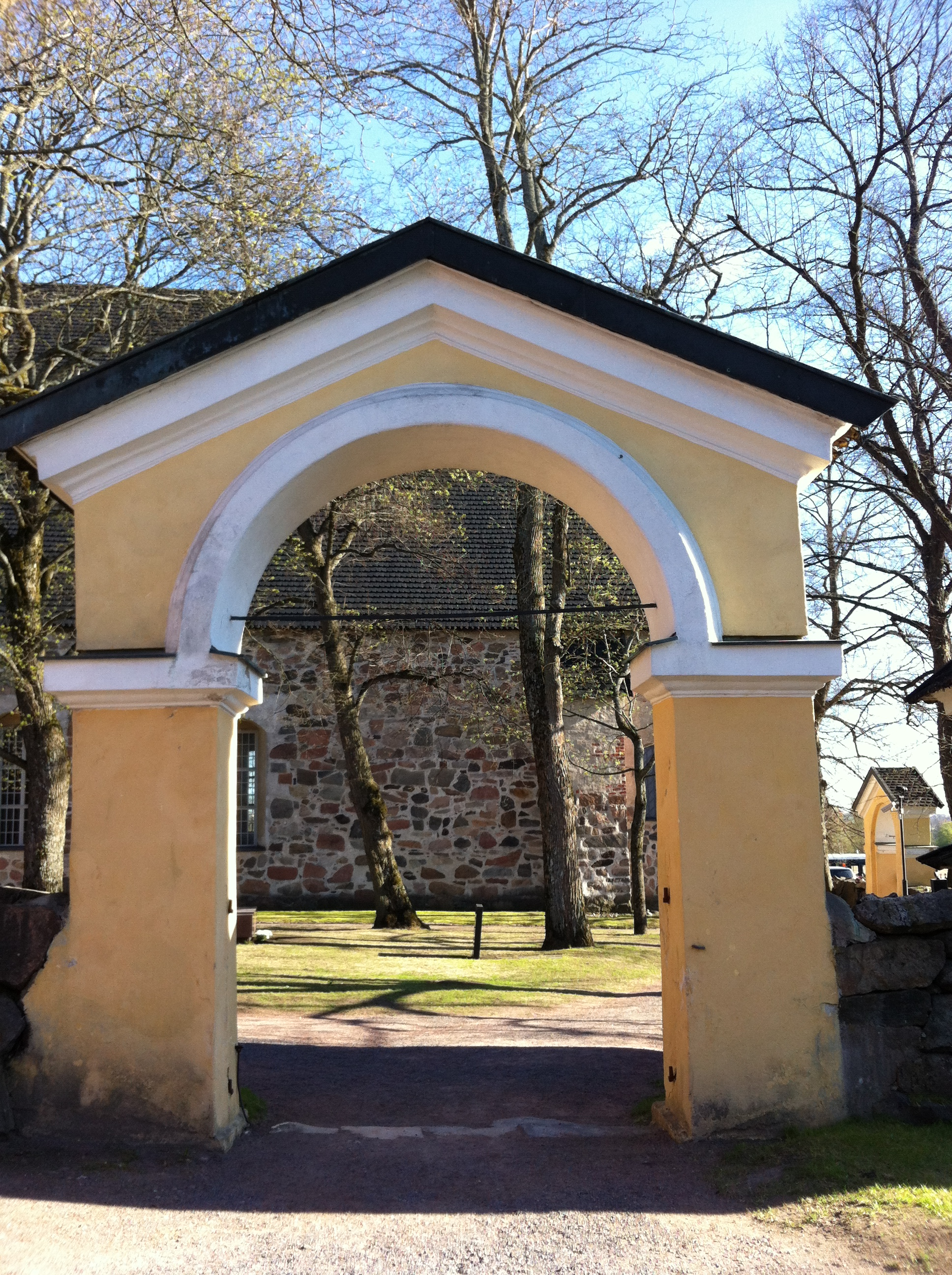
Kyrkogårdsport vid S:t Marie kyrka, Åbo
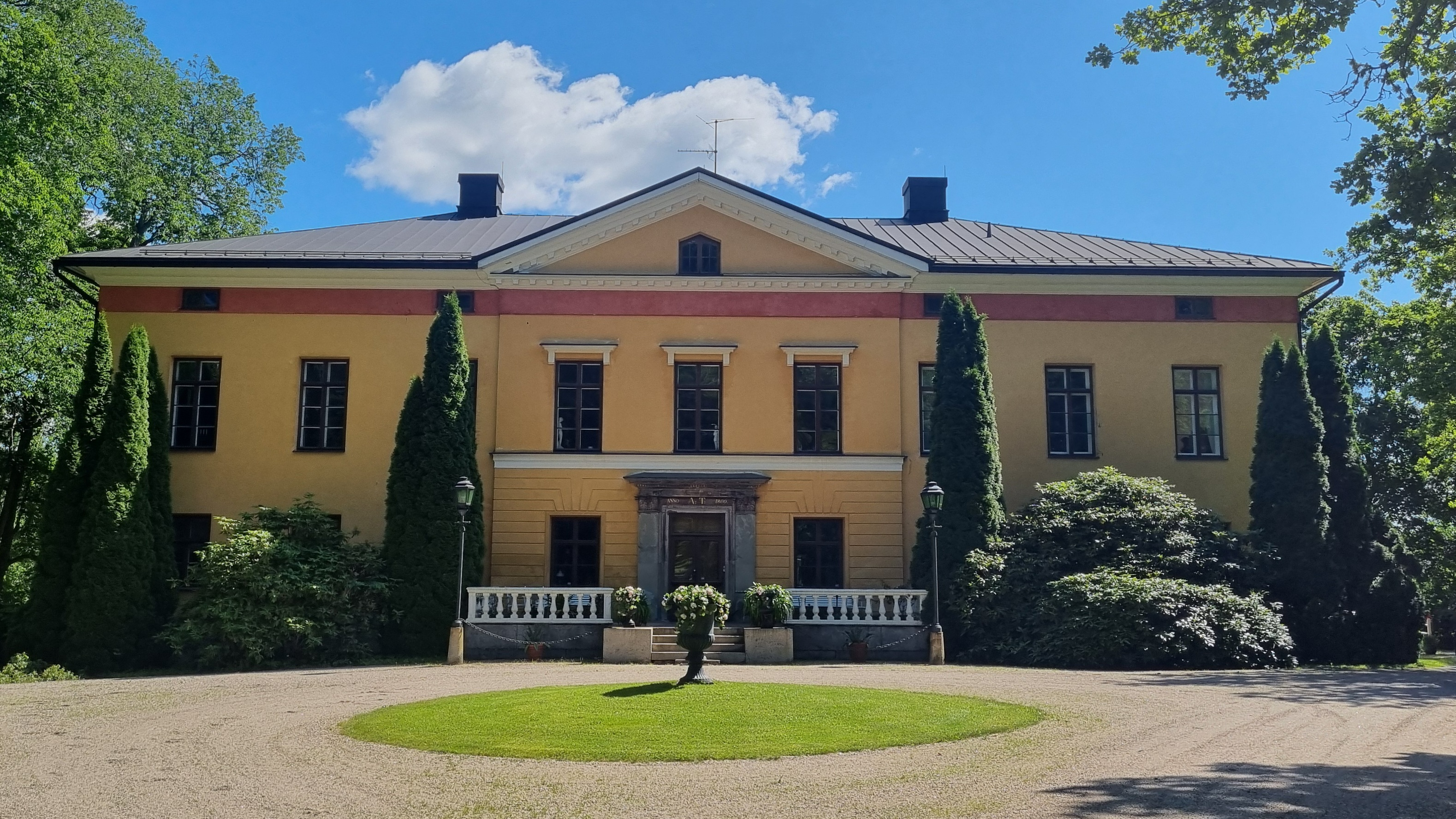
Wiurila gård.